# Scytodes tenerifensis
Scytodes tenerifensis là một loài nhện trong họ Scytodidae.
Loài này thuộc chi Scytodes. Scytodes tenerifensis được Jörg Wunderlich miêu tả năm 1987.